# Хималайски чашкодрян
Хималайският чашкодрян (Euonymus hamiltonianus) е вид цъфтящо растение от семейство Чашкодрянови (Celastraceae). По произход е от Азия, където се разпространява в Афганистан, Русия, Китай, Япония, Корея, Индия, Непал, Пакистан и Бирма. Това е един от най-често срещаните видове чашкодрян (Euonymus). Култивира се в градини и пейзажи в други части на света.

## Описание
В дивата природа този вид може да расте като храст от 3 метра или дърво с височина до 20 метра. Листата са овални със заострени върхове и дължина до 15 см. Те са с кожеста до хартиена текстура с груби повърхности и леко вълнообразни ръбове. Съцветието представлява кимозна купчина (вид просто съцветие) от няколко бели цвята, всеки от които широк почти сантиметър. Кафявата, жълтеникава или червеникава плодова капсула се разделя на четири секции, съдържащи кафяви семена с оранжеви арили.

## Галерия
- Дървета хималайски чашкодрян
- Детайли на цветове
- Листата са яйцевидни до елиптични
- Ствол
- Култивиран сорт „Зимна слава“ (Winter Glory)

## Таксономия
Този вид включва няколко разновидности, които някои авторитети поддържат като отделни видове, E. yedoensis.

## Отглеждане
Подобно на някои други чашкодрени, това растение се култивира като декоративно заради есента си зеленина, която може да бъде с много ярки нюанси на червено, розово и жълто. Плодовете и големите семена също се считат за привлекателни. Сред популярните сортовете са:
- Coral Char – със светлорозови плодови капсули, съдържащи семена с червени арили
- Red Elf – храсти с тъмно розови плодове и семена с оранжево-червени арили.[5]

## Употреба
От това растение са изолирани редица нови химични съединения, включително кумарините еуонидиол (coumarins euonidiol) и еуонизид (euoniside) и няколко терпена.